# Jeffrey Foskett
Jeffrey «Jeff» Foskett (17 de febrero de 1956-11 de diciembre de 2023) fue un guitarrista y cantante estadounidense, más conocido por su trabajo con Brian Wilson y The Beach Boys.

## Biografía
Jeff Foskett fue descubierto por Mike Love en 1979, y en 1981, Foskett fue invitado a unirse banda de gira de los Beach Boys. Ocupó el lugar de Carl Wilson cuando este dejó la banda por un tiempo para concentrase en su carrera solista. Tras la vuelta de Carl a los Beach Boys. Foskett siguió en la banda. Estuvo presente en la grabación del éxito «Kokomo», cuando Brian Wilson no estaba con ellos. Cuando Wilson dejó a The Beach Boys para comenzar su carrera solista, Foskett siguió a Wilson.
Foskett ha sido la mano derecha y director musical de Brian Wilson.
En 2012, se unió al Tour por el 50 aniversario de The Beach Boys y posteriormente grabó el álbum de estudio That's Why God Made the Radio junto a la banda, y grabó todos los falsetes vocales, así como otras voces. En cuanto a su papel en la reunión, Al Jardine declaró: «Jeffrey es muy valioso para mantener la continuidad. Apoya Brian de todas las formas posibles. Tiene la confianza de Brian, y básicamente hace posible tener Brian Wilson en el camino con nosotros». Proporcionó la voz principal en «Don't Worry Baby», «Wouldn't It Be Nice» y «Why Do Fools Fall In Love», también hizo todas las voces en falsete.
Foskett dejó la banda de Brian Wilson luego de la gira que realizaron con Jeff Beck, alegando que se le había encargado una serie de tareas que normalmente las realizarían otras personas, además alego problemas con al mánager de Beck. El 15 de mayo de 2014, Foskett volvió a unirse con The Beach Boys (liderados por Mike Love y Bruce Johnston) como miembro permanente.
Foskett falleció el 11 de diciembre de 2023. 

## Participación en otras bandas
Además de tocar para The Beach Boys y Brian Wilson, Foskett ha trabajado para Paul McCartney, Jeff Beck, Roy Orbison, The Everly Brothers, Chicago, America, Heart, Roger McGuinn, Eric Carmen, Eric Clapton, Jimmy Page, Christopher Cross y Ringo Starr.
Foskett participó como vocalista, guitarrista y arreglista en la mayoría de los trabajos en solitario de Brian Wilson, incluyendo la versión de SMiLE de Brian Wilson como solista. Además produjo a otros artistas incluyendo Harry Shearer de Spinal Tap y Micky Dolenz de The Monkees.

## Muerte
El 11 de diciembre de 2023, Jeffrey Foskett falleció de cáncer anaplásico de tiroides a la edad de 67 años.

## Discografía

### Jeffrey Foskett
- Thru My Window (1993) Pioneer / New Surf, Ltd.
- The Other Takes (1993) Pioneer / New Surf, Ltd.
- Sunny's Off (1994) Pioneer / New Surf, Ltd.
- Cool and Gone (1995) Pioneer / New Surf, Ltd.
- Twelve and Twelve (1997) Pioneer / New Surf, Ltd.
- Greatest Hits (1998) NZ Music
- Tributes and Rarities (1999) New Surf, Ltd.
- Stars in the Sand (2000) The Pop Collective
- Vanilla Sky - Soundtrack – voz
- View From The Top - Soundtrack – voz

### The Beach Boys
- East Meets West (1983) sencillo/ The Beach Boys y The Four Seasons
- Sunkist - Live from The Washington DC Mall (1984)
- Up The Creek (Soundtrack) (1984)
- The Beach Boys (1985)
- The Beach Boys 25th Anniversary TV Special (1986)
- Cocktail (Movie Soundtrack) (1988)
- Still Cruisin' (1989)
- That's Why God Made the Radio (2012)
- Live – The 50th Anniversary Tour (2013)

### Brian Wilson
- Live at the Roxy (1999)
- Pet Sounds Live (2001)
- Getting In Over My Head (2004)
- Brian Wilson Presents SMiLE (2004)
- What I Really Want For Christmas (2005)
- That Lucky Old Sun (2008)
- Brian Wilson Reimagines Gershwin (2010)
- In the Key of Disney (2011)